# Porcellionides antalyensis
Porcellionides antalyensis là một loài chân đều trong họ Porcellionidae. Loài này được Verhoeff miêu tả khoa học năm 1941.